# Антиох (митологија)
Антиох је у грчкој митологији било име више личности, које према неким изворима, нису имале неки већи значај.

## Митологија
1. Према Аполодору и Паусанији, син Херакла и Меде, кћерке Филе, краља Ефире, односно Коринта. Његов син се такође звао Фила.[2]
2. Према Аполодору, припадник краљевске куће Калидоније, Мелантов син. Убио га је Диомедов отац Тидеј јер је ковао заверу против калидонског краља Енеја.[2]
3. Син тафскоф краља Птерелаја. Убили су га Електрионови синови.[2]
4. Према Хигину, Египтов син и муж Данаиде Итеје.[3]